# Коломбе-ле-Сек
Коломбе́-ле-Сек (фр. Colombé-le-Sec) — коммуна во Франции, находится в регионе Шампань — Арденны. Департамент — Об. Входит в состав кантона Бар-сюр-Об. Округ коммуны — Бар-сюр-Об.
Код INSEE коммуны — 10103.
Коммуна расположена приблизительно в 195 км к востоку от Парижа, в 85 км южнее Шалон-ан-Шампани, в 55 км к востоку от Труа.

## Население
Население коммуны на 2008 год составляло 137 человек.
| 1962 | 1968 | 1975 | 1982 | 1990 | 1999 | 2008 |
| ---- | ---- | ---- | ---- | ---- | ---- | ---- |
| 158  | 172  | 149  | 159  | 161  | 148  | 137  |

## Экономика
В 2007 году среди 98 человек в трудоспособном возрасте (15—64 лет) 77 были экономически активными, 21 — неактивными (показатель активности — 78,6 %, в 1999 году было 74,7 %). Из 77 активных работали 75 человек (37 мужчин и 38 женщин), безработных было 2 (1 мужчина и 1 женщина). Среди 21 неактивных 6 человек были учениками или студентами, 10 — пенсионерами, 5 были неактивными по другим причинам.

## Достопримечательности
- Церковь Сен-Мартен (XII век). Памятник истории с 1926 года[3]
- Бывшее аббатство Клерво (XVI век). Памятник истории с 1919 года[4]

## Фотогалерея

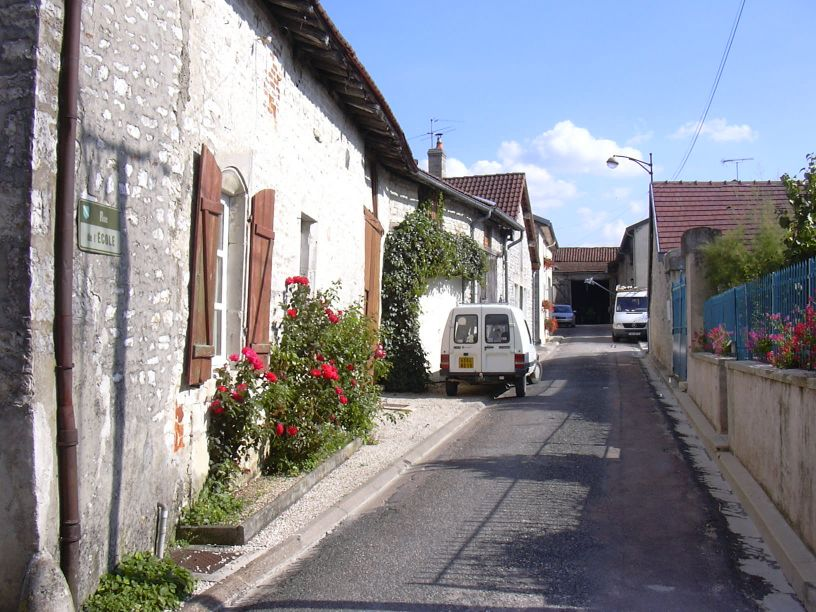
Коломбе-ле-Сек
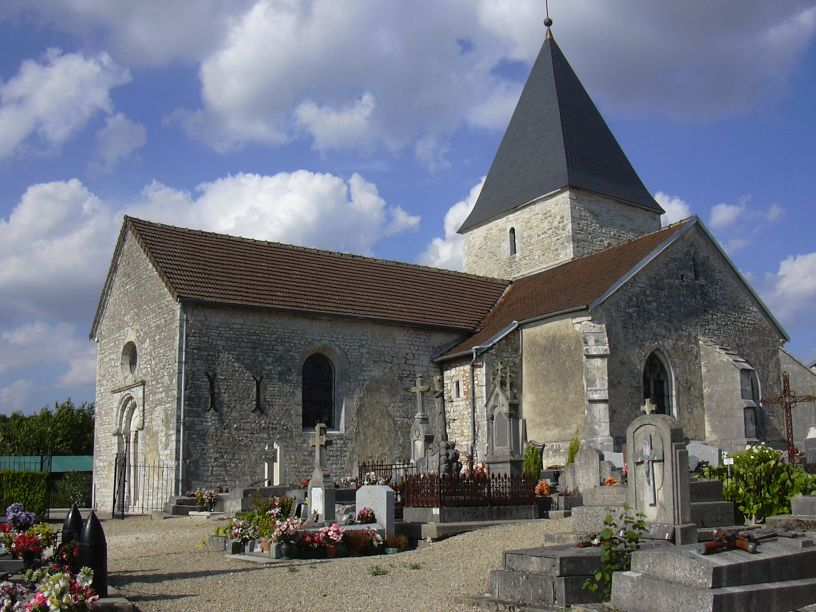
Церковь Сен-Мартен
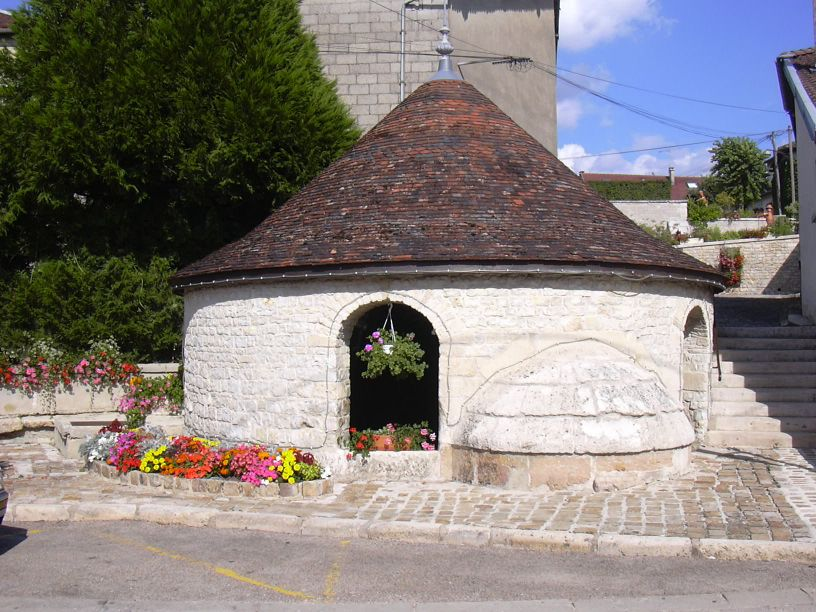
Прачечная
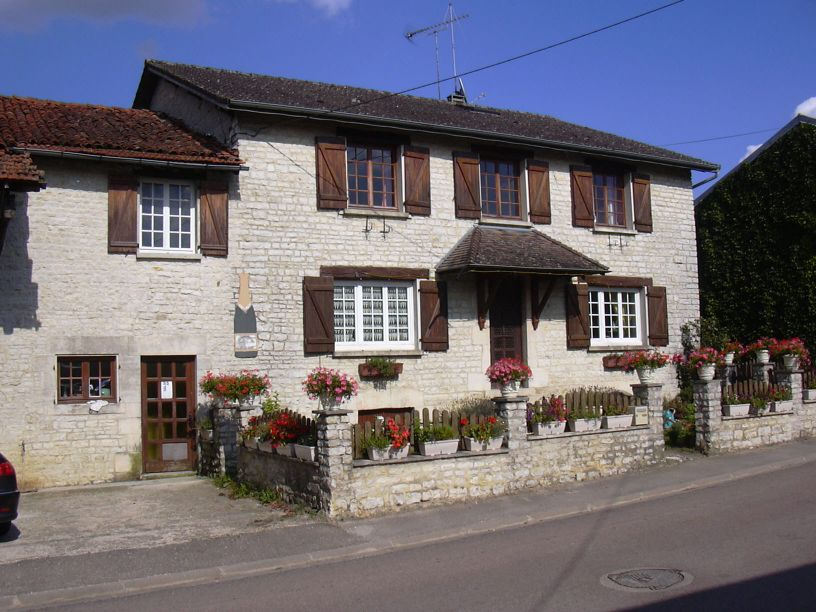
Дом